# Dihammaphora minuta
Dihammaphora minuta là một loài bọ cánh cứng trong họ Cerambycidae.